# François Goldstein
François Goldstein (* 1945) ist ein ehemaliger belgischer Rennfahrer und fünfmaliger Kart-Weltmeister.

## Karriere
Nach einigen Erfolgen in lokalen belgischen Kartsportserien begann Goldstein seine professionelle Karriere, als er ab der ersten offiziellen Austragung 1964 an der FIA-Kart-Weltmeisterschaft teilnahm. Obwohl international noch unerfahren, gehörte er von Anfang an zu den schnelleren Piloten, benötigte jedoch einige Jahre, um sich mit dem neuen Umfeld vertraut zu machen und seine Fahrkünste zu verfeinern. 1967 musste er sich nur knapp dem Schweizer Edgardo Rossi geschlagen geben und wurde mit wenigen Punkten Abstand Zweiter in der Weltmeisterschaft.
1969 begann Goldstein eine beispiellose Siegesserie und gewann bis 1975 insgesamt fünf Weltmeistertitel, davon vier in Folge (1969–1972). Er hält letzteren Rekord bis heute, insgesamt war nur Mike Wilson erfolgreicher, der in verschiedenen Klassen in den 1980er-Jahren sechs Titel gewann. In dieser Zeit zeichnete sich Goldstein durch seine im Kartsport bis dahin noch unbekannte Professionalität und umfangreiche Vorbereitung aus. Neben verschiedenen Werkschassis und -motoren setzte er teilweise auch Eigenentwicklungen ein. 1973 und 1974 verlor er aber durch Reifenschäden die sicher scheinenden Titel an Terry Fullerton sowie den späteren Grand-Prix-Sieger Riccardo Patrese. Neben seinem Engagement in der Kart-Weltmeisterschaft gewann er weitere lokale Kart-Events in Westeuropa.
Goldsteins einziger Kontakt mit Renntourenwagen war eine Teilnahme als Gaststarter am 24-Stunden-Rennen von Spa-Francorchamps im Juli 1973 mit Claude de Wael als Teamkollegen auf einem Ford Capri. Das Rennen war damals Teil der Tourenwagen-Europameisterschaft. Das Duo Goldstein-de Wael erreichte den 8. Platz im Gesamtklassement.
1975 wurde er ein letztes Mal Kart-Weltmeister, bevor er zum Ende der Saison mit 30 Jahren vom aktiven Rennsport zurücktrat.

## Privates
Goldstein begründete eine Dynastie von Kart-Rennfahrern, die teilweise selbst einige Erfolge erzielen konnten. Seine Söhne David und Olivier nahmen beide ebenfalls an Meisterschaften teil. Letzterer gewann die belgische Kartmeisterschaft und trat 1991 ebenfalls in der Kart-WM an, wenn auch nur mit wenig Erfolg. In den 2010er-Jahren begann Oliviers Sohn Elie Goldstein ebenfalls an Kartrennen teilzunehmen und gewann unter anderem 2015 die belgische Juniorenmeisterschaft und 2020 die Benelux-Kartmeisterschaft. David Goldstein ist weiterhin als sein Mechaniker im Kartsport aktiv.